# Wilhelm Gottlieb Hankel
Wilhelm Gottlieb Hankel (Ermsleben, 1814. május 17. – Lipcse, 1899. február 17.) német fizikus, Hermann Hankel édesapja.

## Élete
Természettudományi tanulmányait Halléban végezte. 1835-ben a Franke-féle alapítvány reáliskoláján a fizikai tanszék asszisztense, 1836-ban pedig a természettudományok tanára lett. 1840-ben mint a fizika és a kémia magántanára habilitálta magát Lipcsében. 1847-ben rendkívüli, 1849-ben pedig a fizika rendes tanára lett.

## Munkássága
Hankel tanulmányozta a hőelektromos kristályokat és a fémek és ásványok közt létrejövő hőelektromos áramok magatartását, ezenkívül a kisütési áram mágneses hatásait és a fémek elektromos feszültségét egymás között és a vízhez. Több eszközt és módszert talált fel az atmoszferikus elektromosság mérésére. Hankel az elektromosság új elméletét is adta. E szerint az elektricitást, mint az éter kör alakú hullámzását fogta fel a testek molekuláinak hozzájárulásával, s úgy találta, hogy a pozitív és negatív elektromosság különbsége csupán irány módosulatában áll. Hankel végezte Arago munkáinak német kiadását (Lipcse, 1854-60, 16 kötet). Saját műve: Elektrische Untersuchungen (Lipcse, 1856-83, 17 értekezés).